# Хуана де Кастро
Хуа́на де Ка́стро (ісп. Juana de Castro; ? — 21 серпня 1374) — кастильська шляхтянка, королева Кастилії (1354—1374). Представниця шляхетного роду Кастро. Місце і час народження невідомі.

## Життєпис
Дочка кастильського мажордома Педро де Кастро, сеньйора лемоського і саррійського, й Ізабели Понсе-де-Леон. Зведена сестра Інес, коханки і дружини португальського інфанта Педру І. Вперше одружена з магнатом Дієго де Аро, народила сина Педро (?—1370); вдруге — з кастильським королем Педро I (з 1354). Від останнього отримала сеньйорію Дуеньяса. Мала погані стосунки із чоловіком-королем, який постійно уникав подружнього життя. Народила, попри це, спадкоємця престолу, інфанта Хуана. Після вбивства короля Педро й інтронізації Енріке ІІ полишила двір (1369). Померла в Лемосі, Галісія. Похована у Компостельському соборі святого Якова.